# Panamerikanische Spiele 1979/Tennis
Die Tenniswettbewerbe der VIII. Panamerikanischen Spiele 1979 wurden vom 3. bis 13. Juli, bei einem Ruhetag am 6. Juli, auf der neu erstellten Anlage im Parque Regional de San Juan in San Juan ausgetragen. Es wurden bei Damen und Herren im Einzel und Doppel sowie im Mixedwettbewerb Medaillen vergeben. Die College-Auswahl der USA gewann vier Titel, während das Mixed von Venezuela gewonnen wurde. Der kubanische Tennisspieler Oswaldo Cruz setzte sich während des Turniers von seiner Mannschaft ab.

## Herren

### Einzel
| Platz | Land               | Spieler       |
| ----- | ------------------ | ------------- |
| 1     | Vereinigte Staaten | Mel Purcell   |
| 2     | Chile              | Ricardo Acuña |
| 3     | Ecuador            | Andrés Gómez  |

### Doppel
| Platz | Land               | Spieler                    |
| ----- | ------------------ | -------------------------- |
| 1     | Vereinigte Staaten | Andy Kohlberg Mel Purcell  |
| 2     | Chile              | Ricardo Acuña Héctor Pérez |
| 3     | Puerto Rico        | Ricky Díaz Ernie Fernández |

## Damen

### Einzel
| Platz | Land               | Spielerin    |
| ----- | ------------------ | ------------ |
| 1     | Vereinigte Staaten | Susan Hagey  |
| 2     | Vereinigte Staaten | Trey Lewis   |
| 3     | Mexiko             | María Llamas |

### Doppel
| Platz | Land               | Spielerinnen                        |
| ----- | ------------------ | ----------------------------------- |
| 1     | Vereinigte Staaten | Susan Hagey Ann Henricksson         |
| 2     | Kanada             | Nicole Marois Hélène Pelletier      |
| 3     | Puerto Rico        | Beatrix Fernández Cristina González |

## Mixed
| Platz | Land               | Spieler                        |
| ----- | ------------------ | ------------------------------ |
| 1     | Venezuela          | Marlin Noriega Juan Bóveda     |
| 2     | Vereinigte Staaten | Ann Henricksson Fritz Buehning |
| 3     | Mexiko             | Alejandra Vallejo Javier Ordaz |

## Medaillenspiegel
| Platz | Land               | Gold | Silber | Bronze | Gesamt |
| ----- | ------------------ | ---- | ------ | ------ | ------ |
| 01    | Vereinigte Staaten | 4    | 2      | —      | 6      |
| 02    | Venezuela          | 1    | —      | —      | 1      |
| 03    | Chile              | —    | 2      | —      | 2      |
| 04    | Kanada             | —    | 1      | —      | 1      |
| 05    | Mexiko             | —    | —      | 2      | 2      |
| 05    | Puerto Rico        | —    | —      | 2      | 2      |
| 07    | Ecuador            | —    | —      | 1      | 1      |

## Quelle
- Memoria VIII Juegos Deportivos Panamericanos San Juan, Puerto Rico 1979 (PDF-Datei; 27,0 MB), S. 482–497.